# Vaskeresztes
Vaskeresztes là một thị trấn thuộc hạt Vas, Hungary. Thị trấn này có diện tích 9,12 km², dân số năm 2010 là 372 người, mật độ 41 người/km².